# Mistrzostwa Polski w Skokach Narciarskich 1971
46. Mistrzostwa Polski w Skokach Narciarskich – zawody o mistrzostwo Polski w skokach narciarskich, które odbyły się w dniach 21-22 lutego 1971 roku na Skalite w Szczyrku i Malinka w Wiśle.
W konkursie indywidualnym na skoczni normalnej zwyciężył Jan Kawulok, srebrny medal zdobył Stanisław Gąsienica-Daniel, a brązowy – Ryszard Witke. Na dużym obiekcie najlepszy okazał się Adam Krzysztofiak przed Tadeuszem Pawlusiakiem i Józefem Przybyłą.

## Wyniki

### Konkurs indywidualny na normalnej skoczni (Szczyrk, 21.02.1971)
| Miejsce | Zawodnik                   | Klub                   | Skok 1 | Skok 2 | Punkty |
| ------- | -------------------------- | ---------------------- | ------ | ------ | ------ |
| 1.      | Jan Kawulok                | Start Wisła            | 76,0   | 74,0   | 221,3  |
| 2.      | Stanisław Gąsienica-Daniel | Wisła-Gwardia Zakopane | 75,5   | 75,0   | 220,6  |
| 3.      | Ryszard Witke              | Śnieżka Karpacz        | 73,0   | 74,0   | 213,4  |
| 4.      | Antoni Janica              | BBTS Bielsko-Biała     | 76,5   | 72,0   | 213,4  |
| 5.      | Lech Nadarkiewicz          | WKS Zakopane           | 70,5   | 76,0   | 213,2  |
| 6.      | Józef Kocyan               | LKS Wisła Istebna      | 72,5   | 71,0   | 206,9  |
| 7.      | Jan Kulig                  | Start Wisła            | 70,5   | 70,5   | 198,9  |
| 8.      | Stanisław Murzyniak        | WKS Zakopane           | 71,5   | 70,0   | 198,7  |

W konkursie wzięło udział 43 zawodników.

### Konkurs indywidualny na dużej skoczni (Wisła, 22.02.1971)
| Miejsce | Zawodnik                   | Klub                   | Skok 1 | Skok 2 | Punkty |
| ------- | -------------------------- | ---------------------- | ------ | ------ | ------ |
| 1.      | Adam Krzysztofiak          | WKS Zakopane           | 79,5   | 78,5   | 218,4  |
| 2.      | Tadeusz Pawlusiak          | BBTS Bielsko-Biała     | 78,5   | 75,5   | 215,8  |
| 3.      | Józef Przybyła             | LKS Klimczok Bystra    | 78,5   | 75,5   | 210,3  |
| 4.      | Ryszard Witke              | Śnieżka Karpacz        | 76,5   | 75,5   | 208,0  |
| 5.      | Stanisław Gąsienica-Daniel | Wisła-Gwardia Zakopane | 74,0   | 75,5   | 206,0  |
| 6.      | Józef Gąsienica            | SNPTT Zakopane         | 78,0   | 75,0   | 203,9  |
| 7.      | Stanisław Kubica           | LKS Klimczok Bystra    | 73,5   | 77,5   | 202,1  |
| 8.      | Henryk Urbaniec            | BBTS Bielsko-Biała     | 73,5   | 74,5   | 198,9  |

W konkursie wzięło udział 51 zawodników.